# ژول ایزاک
ژول ایزاک (فرانسوی| Jules Isaac)، تاریخ‌نگار، معلم و نویسنده فرانسوی، زاده ۱۸ نوامبر ۱۸۷۷ در رن و درگذشته ۵ سپتامبر ۱۹۶۳ در اکس-آن-پرووانس.

## زندگی‌نامه
ژول ایزاک هنگامی که پدرش مارکس ایزاک (۱۸۲۹–۱۸۹۱) به دلیل شغل نظامی در رن اقامت داشت، در این شهر زاده شد. خانوادهٔ پدری او در اصل اهل آلزاس و یهودی بود. ژول در سیزده سالگی پدر و مادر خود را به فاصلهٔ چند ماه از دست داد و در پانسیون شبانه‌روزی لاکانال در شهر سو (فرانسوی| Sceaux) اقامت گزید. بیست ساله بود که با شارل پگی پیوند دوستی برقرار کرد و در کنار او در ماجرای دریفوس به دفاع از محکوم هم کیش خود پرداخت. او در سال ۱۹۰۲ همزمان با ازدواج و کسب دانشنامه در رشتهٔ تاریخ، در نیس به عنوان دبیر مشغول به کار شد. او کمی بعد به دعوت انتشارات اشت همکاری خود را با آلبر ماله در تدوین کتابهای درسی تاریخ آغاز کرد. کتابهای تاریخ آنها سالها در مدارس فرانسه به عنوان کتاب اصلی درسی تدریس می‌شد.
در سال ۱۹۴۲، به هنگام اشغال فرانسه توسط نازیها، آبل بونار، وزیر وقت آموزش و پرورش دولت دست‌نشاندهٔ فرانسه ویشی اعلام کرد که «تدریس کتابهای ژول ایزاک به دلیل یهودی بودن وی در مدارس ممنوع است.» ایزاک در پی این حکم، به منطقه آزاد اکس-آن-پرووانس گریخت ولی این منطقه به اشغال آلمانها درآمد. همسر و پسر کوچک او به چنگ گشتاپو افتادند و به اردوگاه آشویتس انتقال یافتند. همسر او به قتل رسید ولی پسرش موفق شد فرار کند. با پایان یافتن جنگ جهانی دوم در ۱۹۴۵، ژول ایزاک همه حقوق از دست رفتهٔ خود را بار دیگر به دست آورد. او سه سال بعد تحقیقات خود در طول جنگ در خصوص علل یهودی‌ستیزی را در کتابی با عنوان «عیسی و اسرائیل» (۱۹۴۸) منتشر کرد. ایزاک که با مقامات واتیکان مراوده داشت و از دوستان پاپ ژان بیست و سوم بود، در تدوین و تصویب بیانیه موسوم به (فرانسوی| Nostra Ætate) تأثیرگذار بود. او در سال ۱۹۶۳ در اکس-آن-پروانس درگذشت.

## آثار
- «عیسی و اسرائیل» (۱۹۴۸)
- «پیدایش علل یهودی‌ستیزی» (۱۹۵۶)
- «تدریس حقارت» (۱۹۶۲)
- «ت‍اری‍خ رم؛ آلبر ماله، ژول ای‍زاک»؛ ت‍رج‍م‍ه غ‍لام‍ح‍س‍ی‍ن زی‍رک‌زاده.
- «ت‍اری‍خ م‍ل‍ل ش‍رق و ی‍ون‍ان؛ آل‍ب‍ر م‍ال‍ه، ژول ای‍زاک»؛ ت‍رج‍م‍ه عبدالحسین هژیر (۱۳۰۹)
- «ت‍اری‍خ ق‍رون وس‍طی ت‍ا ج‍ن‍گ ص‍د س‍ال‍ه: ب‍ا ۳۰ گ‍راور و ن‍ق‍ش‍ه؛ آل‍ب‍ر م‍ال‍ه، ژول ای‍زاک» ت‍رج‍م‍ه ع‍ب‍دال‍ح‍س‍ی‍ن ه‍ژی‍ر (۱۳۱۱)
- «تاریخ قرن هیجدهم، انقلاب کبیر فرانسه و امپراتوری ناپلئون، آلبر ماله و ژول ایزاک» (۱۹۲۳–۱۹۳۰)، ترجمه رشید یاسمی، 1310.[۲]